# Hívójelprefix
A hívójelprefix a távközlésben egy rádióállomás hívójelének első néhány karaktere. A prefix közigazgatási egységenként, államonként változik, a Nemzetközi Távközlési Egyesület által pontosan meghatározott karaktersor. A hívójel prefixe pontosan meghatározza, hogy az adott távközlési eszközt vagy létesítményt mely állam fennhatósága alá tartozó szervezet vagy személy üzemelteti.
Néhány ország kivételével a hívójelprefixszel megegyező karaktersort használnak repülőgépek lajstromjeleinek előtagjaként is.

## A hívójelprefix felépítése[2]
A hívójelprefix általában 1 vagy 2 karakterből áll. Előfordul, hogy 3 karaktert határoznak meg, ha
- az adott állam, vagy közigazgatási egység másik államtól függő terület
- az adott állam vagy közigazgatási egység valamely más állam közigazgatása alá eső autonóm terület
- az adott terület hovatartozása tisztázatlan

## Nemzetközi szervezetek hívójel prefixei[3]
| Nemzetközi Polgári Repülési Szervezet | 4Y     |                                                            |
| Meteorológiai Világszervezet          | C7     |                                                            |
| Egyesült Nemzetek Szervezete          | 4U, 4W | Az Egyesült Nemzetek Szervezetéhez köthető hívójelkörzetek |

## Államoknak kiosztott hívójelprefixek[4][5][3][6][7][8]

### Európa
| Közigazgatási egység                     | Zóna             | Zóna               | Hívójelprefix                     | Köztetek                                                  |
| Közigazgatási egység                     | ITU              | CQ                 | Hívójelprefix                     | Köztetek                                                  |
| ---------------------------------------- | ---------------- | ------------------ | --------------------------------- | --------------------------------------------------------- |
| Albánia                                  | 28               | 15                 | ZA                                | Albánia hívójelkörzetei                                   |
| Andorra                                  | 37               | 14                 | C3                                | Andorra hívójelkörzetei                                   |
| Ausztria                                 | 28               | 15                 | OE                                | Ausztria hívójelkörzetei                                  |
| Azori-szigetek                           | 36               | 14                 | CU                                | Portugália hívójelkörzetei                                |
| Beleár-szigetek                          | 37               | 14                 | E[A..H]6, A[M..O]6                | Spanyolország hívójelkörzetei                             |
| Belgium                                  | 27               | 14                 | ON–OT                             | Belgium hívójelkörzetei                                   |
| Bosznia-Hercegovina                      | 28               | 15                 | E7                                | Bosznia-Hercegovina hívójelkörzetei                       |
| Bulgária                                 | 28               | 20                 | LZ                                | Bulgária hívójelkörzetei                                  |
| Ceuta, Melilla                           | 37               | 33                 | E[A..H]9, A[M..O]                 | Spanyolország hívójelkörzetei                             |
| Ciprusi Köztársaság                      | 39               | 20                 | C4, H2, P3, 5B                    | Ciprus hívójelkörzetei                                    |
| Csehország                               | 28               | 15                 | OK-OL                             | Csehország hívójelkörzetei                                |
| Dánia                                    | 18               | 14                 | OU-OZ, XP, 5P-5Q                  | Dánia hívójelkörzetei                                     |
| Donyeck                                  | 29               | 16                 | D1                                | Ukrajna hívójelkörzetei                                   |
| Egyesült Királyság                       | 27               | 14                 | G, M, 2                           | Az Egyesült Királyság hívójelkörzetei                     |
| Az Egyesült Királyság koronafüggőségei   |                  |                    | 2, ZN-ZO, ZQ                      | Az Egyesült Királyság hívójelkörzetei                     |
| Az Egyesült Királyság gyarmati területei |                  |                    | VP-VQ, VS, ZB-ZJ                  | Az Egyesült Királyság hívójelkörzetei                     |
| Észtország                               | 29               | 15                 | ES                                | Észtország hívójelkörzetei                                |
| Észak-Macedonia                          | 28               | 15                 | Z3                                | Észak-Macedónia hívójelkörzetei                           |
| Fehéroroszország                         | 29               | 16                 | EU-EW                             | Fehéroroszország hívójelkörzetei                          |
| Feröer                                   | 18               | 14                 | OY                                | Dánia hívójelkörzetei                                     |
| Finnország                               | 18               | 15                 | OF-OJ                             | Finnország hívójelkörzetei                                |
| Franciaország                            | 27               | 14                 | F[A..F,U,V], H[W..Y], T[H,M,Q..W] | Franciaország hívójelkörzetei                             |
| Franciaország gyarmati területei         |                  |                    | TO-TQ, TV-TX                      | Franciaország hívójelkörzetei                             |
| Franciaország egyéb területei            |                  |                    | TK, TP                            | Franciaország hívójelkörzetei                             |
| Gibraltár                                | 37               | 14                 | ZB, ZG                            | Az Egyesült Királyság hívójelkörzetei                     |
| Görögország                              | 28               | 20                 | SV-SZ, J4                         | Görögország hívójelkörzetei                               |
| Grönland                                 | 5, 75            | 40                 | XP                                | Grönland hívójelkörzetei                                  |
| Hollandia                                | 27               | 14                 | PA-PI                             | Hollandia hívójelkörzetei                                 |
| Horvátország                             | 28               | 15                 | 9A                                | Horvátország hívójelkörzetei                              |
| Magyarország                             | 28               | 15                 | HA, HG                            | Magyarország hívójelkörzetei                              |
| Izland                                   | 17               | 40                 | TF                                | Izland hívójelkörzetei                                    |
| Írország                                 | 27               | 14                 | EI-EJ                             | Írország hívójelkörzetei                                  |
| Jan Mayen sziget                         | 18               | 40                 | JX                                | Norvégia hívójelkörzetei                                  |
| Kanári-szigetek                          | 36               | 33                 | E[A..H]8, E[M..O]8                | Spanyolország hívójelkörzetei                             |
| Olaszország                              | 28               | 15                 | I                                 | Olaszország hívójelkörzetei                               |
| Lengyelország                            | 28               | 15                 | SN-SR, HF, 3Z                     | Lengyelország hívójelkörzetei                             |
| Lettország                               | 29               | 15                 | YL                                | Lettország hívójelkörzetei                                |
| Liechtenstein                            | 28               | 14                 | HB0, HB3Y, HBL, HE0               | Liechtenstein hívójelkörzetei                             |
| Litvánia                                 | 29               | 15                 | LY                                | Litvánia hívójelkörzetei                                  |
| Luxemburg                                | 27               | 14                 | LX                                | Luxemburg hívójelkörzetei                                 |
| Madeira-szigetek                         | 36               | 33                 |                                   | Portugália hívójelkörzetei                                |
| Málta                                    | 28               | 15                 | 9H                                | Málta hívójelkörzetei                                     |
| Märket                                   | 18               | 14, 15             | OH0M, 8S9                         | - Svédország hívójelkörzetei - Finnország hívójelkörzetei |
| Moldova                                  | 29               | 16                 | ER                                | Moldova hívójelkörzetei                                   |
| Monaco                                   | 27               | 14                 | 3A                                | Monaco hívójelkörzetei                                    |
| Montenegro                               | 28               | 15                 | 4O                                | Montenegró hívójelkörzetei                                |
| Németország                              | 28               | 14                 | DA-DR, Y2-Y9                      | Németország hívójelkörzetei                               |
| Norvégia                                 | 18               | 14                 | LA-LN, JW-JX, 3Y                  | Norvégia hívójelkörzetei                                  |
| Oroszország                              | 19-26, 29-35, 75 | 16, 17, 18, 19, 40 | R, UA-UI                          | Oroszország hívójelkörzetei                               |
| Portugália                               | 37               | 14                 | CQ–CU                             | Portugália hívójelkörzetei                                |
| Románia                                  | 28               | 20                 | YO–YR                             | Románia hívójelkörzetei                                   |
| San Marino                               | 28               | 15                 | T7                                | San Marino hívójelkörzetei                                |
| Spanyolország                            | 37               | 14                 | EA-EH, AM-AO                      | Spanyolország hívójelkörzetei                             |
| Spitzbergák                              | 18               | 40                 | JW                                | Norvégia hívójelkörzetei                                  |
| Svájc                                    | 28               | 14                 | HB, HE                            | Svájc hívójelkörzetei                                     |
| Svédország                               | 18               | 14                 | SA-SM, 7S, 8S                     | Svédország hívójelkörzetei                                |
| Szerbia                                  | 28               | 15                 | YT-YU, YZ, 4N                     | Szerbia hívójelkörzetei                                   |
| Szlovákia                                | 28               | 15                 | OM                                | Szlovákia hívójelkörzetei                                 |
| Szlovénia                                | 28               | 15                 | S5                                | Szlovénia hívójelkörzetei                                 |
| Ukrajna                                  | 29               | 16                 | U[5,R..Z], EM-EO                  | Ukrajna hívójelkörzetei                                   |
| Vatikán                                  | 28               | 15                 | HV                                | Vatikán hívójelkörzetei                                   |

### Afrika
| Közigazgatási egység             | Zóna   | Zóna | Hívójel-prefix        | Körzetek                                          |
| Közigazgatási egység             | ITU    | CQ   | Hívójel-prefix        | Körzetek                                          |
| -------------------------------- | ------ | ---- | --------------------- | ------------------------------------------------- |
| Algéria                          | 37     | 33   | 7R, 7T-7Y             | Algéria hívójelkörzetei                           |
| Angola                           | 52     | 36   | D2–D3                 | Angola hívójelkörzetei                            |
| Ascension-sziget                 | 66     | 36   | ZD8                   | Az Egyesült Királyság hívójelkörzetei             |
| Benin                            | 46     | 35   | TY                    | Benin hívójelkörzetei                             |
| Bissau Guinea                    | 46     | 35   | J5                    | Bissau-Guinea hívójelkörzetei                     |
| Botswana                         | 57     | 38   | A2, 8O                | Botswana hívójelkörzetei                          |
| Bouvet sziget                    | 67     | 38   | 3Y0                   | Norvégia hívójelkörzetei                          |
| Burkina Faso                     | 46     | 35   | XT                    | Burkina Faso hívójelkörzetei                      |
| Burundi                          | 52     | 36   | 9U                    | Burundi hívójelkörzetei                           |
| Kamerun                          | 47     | 36   | TJ                    | Kamerun hívójelkörzetei                           |
| Közép-Afrikai Köztársaság        | 47     | 36   | TL                    | A Közép-afrikai Köztársaság hívójelkörzetei       |
| Csád                             | 47     | 36   | TT                    | Csád hívójelkörzetei                              |
| Chagos                           | 41     | 39   | VQ9                   | Az Egyesült Királyság hívójelkörzetei             |
| Comore-szigetek                  | 53     | 39   | D6                    | A Comore-szigetek hívójelkörzetei                 |
| Crozet-szigetek                  | 68     | 39   | FT[0,2,8,5]W          | Franciaország hívójelkörzetei                     |
| Kongói Demokratikus Köztársaság  | 52     | 36   | 9O-9T                 | A Kongói Demokratikus Köztársaság hívójelkörzetei |
| Kongó                            | 36     | 32   | TN                    | A Kongói Köztársaság hívójelkörzetei              |
| Dzsibuti                         | 48     | 37   | J2                    | Dzsibuti hívójelkörzetei                          |
| Egyiptom                         | 38     | 34   | SU, 6A-6B             | Egyiptom hívójelkörzetei                          |
| Egyiptom (déli rész)             | 38     | 34   | SSA-SSM               | Egyiptom hívójelkörzetei                          |
| Elefántcsontpart                 | 46     | 35   | TU                    | Elefántcsontpart hívójelkörzetei                  |
| Egyenlítői Guinea                | 47     | 36   | 3C                    | Egyenlítői Guinea Hívójelkörzetei                 |
| Eritrea                          | 48     | 37   | E3                    | Eritrea hívójelkörzetei                           |
| Etiópia                          | 48     | 37   | ET, 9E-9F             | Etiópia hívójelkörzetei                           |
| Európa-sziget                    | 53     | 39   | TO4                   | Franciaország hívójelkörzetei                     |
| Gabon                            | 52, 47 | 36   | TR                    | Gabon hívójelkörzetei                             |
| Ghána                            | 46     | 35   | 9G                    | Ghána hívójelkörzetei                             |
| Glorioso-szigetek                | 53     | 39   | FR                    | Franciaország hívójelkörzetei                     |
| Guinea                           | 46     | 35   | 3X                    | Guinea hívójelkörzetei                            |
| Juan de Nova                     | 53     | 39   | FR                    | Franciaország hívójelkörzetei                     |
| Kamerun                          | 36     | 47   | TJ                    | Kamerun hívójelkörzetei                           |
| Kenya                            | 48     | 37   | 5Y–5Z                 | Kenya hívójelkörzetei                             |
| Kerguelen-szigetek               | 68     | 39   | FT[0,2,5,8]X          | Franciaország hívójelkörzetei                     |
| Lesotho                          | 57     | 38   | 7P                    | Lesotho hívójelkörzetei                           |
| Libéria                          | 46     | 35   | A8, D5, EL, 5L-5M, 6Z | Libéria hívójelkörzetei                           |
| Líbia                            | 38     | 34   | 5A                    | Líbia hívójelkörzetei                             |
| Madagaszkár                      | 53     | 39   | 5R-5S, 6X             | Madagaszkár hívójelkörzetei                       |
| Malawi                           | 53     | 37   | 7Q                    | Malawi hívójelkörzetei                            |
| Mali                             | 46     | 35   | TZ                    | Mali hívójelkörzetei                              |
| Mauritánia                       | 46     | 35   | 5T                    | Mauritánia hívójelkörzetei                        |
| Mauritius                        | 53     | 39   | 3B                    | Mauritius hívójelkörzetei                         |
| Marokkó                          | 37     | 33   | CN, 5C-5G             | Marokkó hívójelkörzetei                           |
| Mayotte                          | 53     | 39   | FH                    | Franciaország hívójelkörzetei                     |
| Mozambik                         | 53     | 37   | C8–C9                 | Mozambik hívójelkörzetei                          |
| Namíbia                          | 57     | 38   | V5                    | Namíbia hívójelkörzetei                           |
| Niger                            | 46     | 35   | 5U                    | Niger hívójelkörzetei                             |
| Nigéria                          | 46     | 35   | 5N-5O                 | Nigéria hívójelkörzetei                           |
| Nyugat-Szahara                   | 46     | 33   | S0                    | Nyugat-Szahara hívójelkörzetei                    |
| Reunion                          | 53     | 39   | FR, TO150             | Franciaország hívójelkörzetei                     |
| Ruanda                           | 52     | 36   | 9X                    | Ruanda hívójelkörzetei                            |
| Saint Paul and Amsterdam Islands | 68     | 39   | FT[0,2,8,5]Z          | Franciaország hívójelkörzetei                     |
| São Tomé és Príncipe             | 47, 52 | 36   | S9                    | São Tomé és Príncipe hívójelkörzetei              |
| Szenegál                         | 46     | 35   | 6V–6W                 | Szenegál hívójelkörzetei                          |
| Szent Ilona-sziget               | 66     | 36   | ZD7                   | Az Egyesült Királyság hívójelkörzetei             |
| Seychelle-szigetek               | 53     | 39   | S7                    | Seycelle-szigetek hívójelkörzetei                 |
| Sierra Leone                     | 46     | 35   | 9L                    | Sierra Leone hívójelkörzetei                      |
| Szomália                         | 48     | 37   | T5, 6O                | Szomália hívójelkörzetei                          |
| Dél-Afrikai Köztársaság          | 57     | 38   | S8, ZR-ZU, Z8         | A Dél-afrikai Köztársaság hívójelkörzetei         |
| Szudán                           | 47, 48 | 34   | 6T-6U, SS-ST          | Szudán hívójelkörzetei                            |
| Szudán (dél)                     | 47, 48 | 34   | Z8                    | Dél-Szudán hívójelkörzetei                        |
| Szváziföld                       | 57     | 38   | 3DA–3DM               | Szváziföld hívójelkörzetei                        |
| Tanzania                         | 53     | 37   | 5H-5I                 | Tanzánia hívójelkörzetei                          |
| Gambia                           | 46     | 35   | C5                    | Gambia hívójelkörzetei                            |
| Togo                             | 46     | 35   | 5V                    | Togo hívójelkörzetei                              |
| Tristan da Cunha                 | 66     | 38   | ZD9                   | Az Egyesült Királyság hívójelkörzetei             |
| Tromelin-sziget                  | 53     | 39   | FR                    | Franciaország hívójelkörzetei                     |
| Tunézia                          | 37     | 33   | TS, 3V                | Tunézia hívójelkörzetei                           |
| Uganda                           | 48     | 37   | 5X                    | Uganda hívójelkörzetei                            |
| Zambia                           | 53     | 38   | 9I-9J                 | Zambia hívójelkörzetei                            |
| Zimbabwe                         | 53     | 36   | Z2                    | Zimbabwe hívójelkörzetei                          |
| Zöld-Foki Köztársaság            | 46     | 35   | D4                    | Zöld-Foki Köztársaság hívójelkörzetei             |

### Amerika
| Közigazgatási egység                                 | Zóna           | Zóna      | Hívójel-prefix                    | Körzetek                                              |
| Közigazgatási egység                                 | ITU            | CQ        | Hívójel-prefix                    | Körzetek                                              |
| ---------------------------------------------------- | -------------- | --------- | --------------------------------- | ----------------------------------------------------- |
| Antigua és Barbuda                                   | 11             | 8         | V2                                | Antigua és Barbuda hívójelkörzetei                    |
| Anguilla                                             | 11             | 8         | VP2E                              | Az Egyesült Királyság hívójelkörzetei                 |
| Argentina                                            | 14, 16         | 13        | AY-AZ, LO-LW, L2-L9               | Argentína hívójelkörzetei                             |
| Aruba                                                | 11             | 8         | P4                                | Hollandia hívójelkörzetei                             |
| Bahama-szigetek                                      | 11             | 8         | C6                                | Bahama-szigetek hívójelkörzetei                       |
| Barbados                                             | 11             | 8         | 8P                                | Barbados hívójelkörzetei                              |
| Belize                                               | 11             | 7         | V3                                | Belize hívójelkörzetei                                |
| Bermuda                                              | 11             | 5         | VP9                               | Az Egyesült Királyság hívójelkörzetei                 |
| Bolívia                                              | 12,14          | 10        | CP                                | Bolívia hívójelkörzetei                               |
| Bonaire                                              | 11             | 9         | PJ4                               | Hollandia hívójelkörzetei                             |
| Brazília                                             | 12, 13, 15     | 11        | PP-PY, ZV-ZZ                      | Brazília hívójelkörzetei                              |
| Chile                                                | 14, 16         | 12        | CA-CE, XQ-XR, 3G                  | Chile hívójelkörzetei                                 |
| Clipperton-sziget                                    | 10             | 7         | FO, TX5                           | Franciaország hívójelkörzetei                         |
| Costa Rica                                           | 11             | 7         | TE, TI                            | Costa Rica hívójelkörzetei                            |
| Curaçao                                              | 11             | 8         | PJ2                               | Hollandia hívójelkörzetei                             |
| Dominikai Közösség                                   | 11             | 8         | J7                                | Dominikai Közösség hívójelkörzetei                    |
| Dominikai Köztársaság                                | 11             | 8         | HI                                | Dominikai Köztársaság hívójelkörzetei                 |
| Ecuador                                              | 12             | 10        | HC-HD                             | Ecuador hívójelkörzetei                               |
| Salvador                                             | 11             | 7         | HU, YS                            | Salvador hívójelkörzetei                              |
| Falkland Szigetek                                    | 16             | 13        | VP8                               | Az Egyesült Királyság hívójelkörzetei                 |
| Francia Guyana                                       | 12             | 9         | FY, TO9                           | Franciaország hívójelkörzetei                         |
| Guadeloupe                                           | 11             | 8         | FG, TO5A                          | Franciaország hívójelkörzetei                         |
| Grenada                                              | 11             | 8         | J3                                | Grenada hívójelkörzetei                               |
| Guatemala                                            | 11             | 7         | TD, TG                            | Guatemala hívójelkörzetei                             |
| Guyana                                               | 12             | 9         | 8R                                | Guyana hívójelkörzetei                                |
| Haiti                                                | 11             | 8         | HH, 4V                            | Haiti hívójelkörzetei                                 |
| Honduras                                             | 11             | 7         | HQ-HR                             | Honduras hívójelkörzetei                              |
| Jamaica                                              | 11             | 8         | 6Y                                | Jamaica hívójelkörzetei                               |
| Kajmán szigetek                                      | 11             | 8         | ZF[1..2,8..9]                     | Az Egyesült Királyság hívójelkörzetei                 |
| Kanada                                               | 2, 3, 4, 9, 75 | 1,2,3,4,5 | CF-CK, CY-CZ, VA-VG, VX-VY, XJ-XO | Kanada hívójelkörzetei                                |
| Kanada (Newfoundland)                                | 9              | 5         | VO                                | Kanada hívójelkörzetei                                |
| Kolombia                                             | 12             | 9         | HJ-HK, 5J-5K                      | Kolumbia hívójelkörzetei                              |
| Kuba                                                 | 11             | 8         | CL-CM, CO, T4                     | Kuba hívójelkörzetei                                  |
| Martinique                                           | 11             | 8         | FM, TO2, TO5[M,T]                 | Franciaország hívójelkörzetei                         |
| Mexikó                                               | 10             | 6         | XA-XI, 4A-4C, 6D-6J               | Mexikó hívójelkörzetei                                |
| Montserrat                                           | 11             | 8         | VP2M                              | Az Egyesült Királyság hívójelkörzetei                 |
| Holland Antillák                                     | 11             | 8         | PJ[0..1,3,9]                      | Hollandia hívójelkörzetei                             |
| Nicaragua                                            | 11             | 7         | HT, H6-H7, YN                     | Nicaragua hívójelkörzetei                             |
| Panama                                               | 11             | 7         | HO-HP, H3, H8-H9, 3E-3F           | Panama hívójelkörzetei                                |
| Paraguay                                             | 14             | 11        | ZP                                | Paraguay hívójelkörzetei                              |
| Peru                                                 | 12             | 10        | OA-OC, 4T                         | Peru hívójelkörzetei                                  |
| Saba                                                 | 11             | 8         | PJ6                               | Hollandia hívójelkörzetei                             |
| St. Barthelemy                                       | 11             | 8         | FJ                                | Franciaország hívójelkörzetei                         |
| Sint Eustatius                                       | 11             | 8         | PJ5                               | Hollandia hívójelkörzetei                             |
| Saint Kitts és Nevis                                 | 11             | 8         | V4                                | Saint Kitts és Nevis hívójelkörzetei                  |
| Saint Lucia                                          | 11             | 8         | J6                                | Saint Lucia hívójelkörzetei                           |
| Saint-Martin                                         | 11             | 8         | FS                                | Franciaország hívójelkörzetei                         |
| Sint Maarten                                         | 11             | 8         |                                   | Hollandia hívójelkörzetei                             |
| Saint-Pierre és Miquelon                             | 9              | 5         | FP, TO0                           | Franciaország hívójelkörzetei                         |
| Saint Vincent és a Grenadine-szigetek                | 11             | 8         | J8                                | Saint Vincent és a Grenadine-szigetek hívójelkörzetei |
| Suriname                                             | 12             | 9         | PZ                                | Suriname hívójelkörzetei                              |
| Trinidad és Tobago                                   | 11             | 8         | 9Y-9Z                             | Trinidad és Tobago hívójelkörzetei                    |
| Turks- és Caicos Islands                             | 11             | 8         | VP5                               | Az Egyesült Királyság hívójelkörzetei                 |
| USA                                                  | 1, 6, 7, 8     | 3,4,5,6   | AA-AL, K, N, W                    | Amerikai Egyesült Államok hívójelkörzetei             |
| Uruguay                                              | 14             | 13        | CV-CX                             | Uruguay hívójelkörzetei                               |
| Venezuela                                            | 12             | 9         | YV-YY, 4M                         | Venezuela hívójelkörzetei                             |
| Virgin-szigetek (USA fennhatósága)                   | 11             | 8         | KP2                               | Amerikai Egyesült Államok hívójelkörzetei             |
| Virgin-szigetek (az Egyesült Királyság fennhatósága) | 11             | 8         | VP2V                              | Az Egyesült Királyság hívójelkörzetei                 |

### Ázsia
| Közigazgatási egység    | Zóna           | Zóna   | Hívójel-prefix                 | Körzetek                                   |
| Közigazgatási egység    | ITU            | CQ     | Hívójel-prefix                 | Körzetek                                   |
| ----------------------- | -------------- | ------ | ------------------------------ | ------------------------------------------ |
| Afganisztán             | 40             | 21     | T6, YA                         | Afganisztán hívójelkörzetei                |
| Azerbajdzsán            | 29             | 21     | 4J-4K                          | Azerbajdzsán hívójelkörzetei               |
| Bahrein                 | 39             | 21     | A9                             | Bahrein hívójelkörzetei                    |
| Banglades               | 41             | 22     | S2-S3                          | Banglades hívójelkörzetei                  |
| Bhután                  | 41             | 22     | A5                             | Bhután hívójelkörzetei                     |
| Brunei                  | 54             | 28     | V8                             | Brunei hívójelkörzetei                     |
| Burma / Mianmar         | 49             | 26     | XY-XZ                          | Mianmar hívójelkörzetei                    |
| Dél-Korea               | 44             | 25     | DS-DT, D7-D9, HL, 6K-6N        | Dél-Korea hívójelkörzetei                  |
| Egyesült Arab Emírségek | 39             | 21     | A6                             | Az Egyesült Arab Emírségek hívójelkörzetei |
| Észak-Korea             | 44             | 25     | HM, P5-P9                      | Észak-Korea hívójelkörzetei                |
| Fülöp-szigetek          | 50             | 27     | DU-DZ, 4D-4I                   | Fülöp-szigetek hívójelkörzetei             |
| Grúzia                  | 29             | 21     | 4L                             | Grúzia hívójelkörzetei                     |
| India                   | 41             | 22     | AT-AW, VT-VW, 8T-8Y            | India hívójelkörzetei                      |
| Indonézia               | 54, 51         | 28     | JZ, PK-PO, YB-YH, 7A-7I, 8A-8I | Indonézia hívójelkörzetei                  |
| Irak                    | 39             | 21     | HN, YI                         | Irak hívójelkörzetei                       |
| Irán                    | 40             | 21     | EP-EQ, 9B-9D                   | Irán hívójelkörzetei                       |
| Izrael                  | 39             | 20     | 4X, 4Z                         | Izrael hívójelkörzetei                     |
| Japán                   | 45             | 25     | JA-JS, 7J-7N, 8J-8N            | Japán hívójelkörzetei                      |
| Jemen                   | 39             | 21     | 7O                             | Jemen hívójelkörzetei                      |
| Jordánia                | 39             | 20     | JY                             | Jordánia hívójelkörzetei                   |
| Kambodzsa               | 49             | 26     | XU                             | Kambodzsa hívójelkörzetei                  |
| Katar                   | 39             | 21     | A7                             | Katar hívójelkörzetei                      |
| Kazahsztán              | 29, 30, 31     | 17     | UN-UQ                          | Kazahsztán hívójelkörzetei                 |
| Kína                    | 33, 42, 43, 44 | 23, 24 | B, XS, 3H-3U                   | Kína hívójelkörzetei                       |
| Kína (Hongkong)         | 44             | 24     | VR                             | Kína hívójelkörzetei                       |
| Kína (Makaó)            | 44             | 24     | XX                             | Kína hívójelkörzetei                       |
| Kína (Tajvan)           | 44             | 24     | B (BM-BQ, BU-BX)               | Kína hívójelkörzetei                       |
| Kirgizisztán            | 30, 31         | 17     | EX                             | Kirgizisztán hívójelkörzetei               |
| Kuwait                  | 39             | 21     | 9K                             | Kuvait hívójelkörzetei                     |
| Laosz                   | 49             | 26     | XW                             | Laosz hívójelkörzetei                      |
| Libanon                 | 39             | 20     | OD                             | Libanon hívójelkörzetei                    |
| Malajzia                | 54             | 28     | 9M, 9W                         | Malajzia hívójelkörzetei                   |
| Maldív-szigetek         | 41             | 22     | 8Q                             | Maldív-szigetek hívójelkörzetei            |
| Mongólia                | 32,33          | 23     | JT-JV                          | Mongólia hívójelkörzetei                   |
| Nepál                   | 42             | 22     | 9N                             | Nepál hívójelkörzetei                      |
| Omán                    | 39             | 21     | A4                             | Omán hívójelkörzetei                       |
| Örményország            | 29             | 21     | EK                             | Örményország hívójelkörzetei               |
| Pakisztán               | 41             | 21     | AP-AS, 6P-6S                   | Pakisztán hívójelkörzetei                  |
| Palesztína              | 39             | 20     | E4                             | Palesztina hívójelkörzetei                 |
| Sri Lanka               | 41             | 22     | 4P-4S                          | Srí Lanka hívójelkörzetei                  |
| Szaúd-Arábia            | 39             | 21     | HZ, 7Z, 8Z                     | Szaúd-Arábia hívójelkörzetei               |
| Szingapúr               | 54             | 28     | S6, 9V                         | Szingapúr hívójelkörzetei                  |
| Szíria                  | 39             | 20     | YK, 6C                         | Szíria hívójelkörzetei                     |
| Tadzsikisztán           | 30             | 17     | EY                             | Tádzsikisztán hívójelkörzetei              |
| Thaiföld                | 49             | 26     | E2, HS                         | Thaiföld hívójelkörzetei                   |
| Kelet-Timor             | 54             | 28     | 4W                             | Kelet-Timor hívójelkörzetei                |
| Törökország             | 39             | 20     | TA-TC, YM                      | Törökország hívójelkörzetei                |
| Türkménisztán           | 30             | 17     | EZ                             | Türkmenisztán hívójelkörzetei              |
| Üzbégisztán             | 30             | 17     | UJ–UM                          | Üzbegisztán hívójelkörzetei                |
| Vietnam                 | 49             | 26     | XV, 3W                         | Vietnám hívójelkörzetei                    |

### Óceánia
| Közigazgatási egység           | Zóna       | Zóna   | Hívójel-prefix                         | Körzetek                                         |
| Közigazgatási egység           | ITU        | CQ     | Hívójel-prefix                         | Körzetek                                         |
| ------------------------------ | ---------- | ------ | -------------------------------------- | ------------------------------------------------ |
| Ausztrália                     | 55, 58, 59 | 29, 30 | AX, VH-VN, VZ                          | Ausztrália hívójelkörzetei                       |
| Ausztrál-szigetek              | 63         | 32     | FO                                     | Franciaország hívójelkörzetei                    |
| Chesterfield-sziget            | 56         | 30     | FK, TX[0,9]                            | Franciaország hívójelkörzetei                    |
| Cook-szigetek                  | 63         | 32     | ZK1, E5 (2012-től)                     |                                                  |
| Fidzsi-szigetek                | 56         | 32     | 3D2                                    | Fidzsi-szigetek hívójelkörzetei                  |
| Francia Polinézia              | 63         | 32     | TO8                                    | Franciaország hívójelkörzetei                    |
| Húsvét sziget                  | 63         | 12     | 3G0Y, CE0[A,E,F], X[Q..R]0Y, C[A..E]0Y | Chile hívójelkörzetei                            |
| Kiribati                       | 61         | 31     | T3                                     | Kiribati hívójelkörzetei                         |
| Kókusz-szigetek                | 54         | 29     | VK9C                                   | Ausztrália hívójelkörzetei                       |
| Karácsony-sziget               | 54         | 29     | VK9                                    | Ausztrália hívójelkörzetei                       |
| Marquesas-szigetek             | 63         | 31     | FO                                     | Franciaország hívójelkörzetei                    |
| Marshall-szigetek              | 65         | 31     | V7                                     | A Marshall-szigetek hívójelkörzetei              |
| Mikronéziai Szövetségi Államok | 65         | 27     | V6                                     | A Mikronéziai Szövetségi Államok hívójelkörzetei |
| Nauru                          | 65         | 31     | C2                                     | Nauru hívójelkörzetei                            |
| Niue                           | 62         | 32     | ZK2, E6 (2012-től)                     | Niue hívójelkörzetei                             |
| Nyugat-Szamoa                  | 62         | 32     | 5W                                     | Szamoa hívójelkörzetei                           |
| Palau                          | 64         | 27     | T8                                     | Palau hívójelkörzetei                            |
| Pápua-Új-Guinea                | 51         | 28     | P2                                     | Pápua Új-Guinea hívójelkörzetei                  |
| Pitcairn-szigetek              | 63         | 32     | VP6                                    | Egyesült Királyság hívójelkörzetei               |
| Salamon-szigetek               | 51         | 28     | H4                                     | A Salamon-szigetek hívójelkörzetei               |
| Tahiti                         | 63         | 32     | FO                                     | Franciaország hívójelkörzetei                    |
| Tonga                          | 62         | 32     | A3                                     | Tonga hívójelkörzetei                            |
| Tuvalu                         | 65         | 31     | T2                                     | Tuvalu hívójelkörzetei                           |
| Új Kaledóna                    | 56         | 32     | FK, TX8                                | Franciaország hívójelkörzetei                    |
| Új-Zéland                      | 60         | 32     | ZK-ZM                                  | Új-Zéland hívójelkörzetei                        |
| Vanuatu                        | 56         | 32     | YJ                                     | Vanuatu hívójelkörzetei                          |
| Wallis és Futuna               | 63         | 32     | FW                                     | Franciaország hívójelkörzetei                    |

### Antarktisz
| Érdekeltség             | Terület | Zóna | Zóna | Hívójel-prefix        | Körzetek                                  |
| Érdekeltség             | Terület | ITU  | CQ   | Hívójel-prefix        | Körzetek                                  |
| ----------------------- | --- | ---- | ---- | --------------------- | ----------------------------------------- |
| Argentína               | Antarktisz | 73   | 13   | LU[0..9]Z             | Argentína hívójelkörzetei                 |
| Argentína               | Déli-Shetland-szigetek, Dél-Orkney szigetek                                                                                      | 73   | 13   | LU1[X..Z]             | Argentína hívójelkörzetei                 |
| Ausztrália              | Ausztrál antarktiszi terület és Ausztrália közötti szigetek                                                                      |      |      | AX0, V[H..K]0, VZ0    | Ausztrália hívójelkörzetei                |
| Ausztrália              | Ausztrál antarktiszi terület |      |      | AX0D, V[H..K]0D, VZ0D | Ausztrália hívójelkörzetei                |
| Belgium                 | |      |      | OR4E                  | Belgium hívójelkörzetei                   |
| Bulgária                | Déli-Shetland-szigeteken lévő antarktiszi kutatóbázis                                                                            | 73   | 13   | LZ0[A..L]             | Bulgária hívójelkörzetei                  |
| Bulgária                | Egyéb antarktiszi állomások |      |      | LZ5                   | Bulgária hívójelkörzetei                  |
| Brazília                | |      |      | ZX0[E,G]              | Brazília hívójelkörzetei                  |
| Chile                   | |      |      | CE9                   | Chile hívójelkörzetei                     |
| Dél-afrikai Köztársaság | |      |      | ZS7                   | A Dél-afrikai Köztársaság hívójelkörzetei |
| Dél-Korea               | Kutatóállomások |      |      | HL8                   | Dél-Korea hívójelkörzetei                 |
| Franciaország           | Francia területek | 70   | 89   | FT8Y                  | Franciaország hívójelkörzetei             |
| India                   | India antarktiszi bázisai |      |      | AT[0, 3]              | India hívójelkörzetei                     |
| Japán                   | Japán antarktiszi bázisai |      |      | 8J1R                  | Japán hívójelkörzetei                     |
| Lengyelország           | Déli-Shetland-szigeteken lévő antarktiszi kutatóbázis                                                                            | 73   | 13   | HF0                   | Lengyelország hívójelkörzetei             |
| Norvégia                | I. Péter sziget | 72   | 12   | 3Y0                   | Norvégia hívójelkörzetei                  |
| Norvégia                | Maud királyné föld | 73   | 13   | 3Y[1,2,9]             | Norvégia hívójelkörzetei                  |
| Németország             | |      |      | Y90                   | Németország hívójelkörzetei               |
| Németország             | antarktiszi expedíciókon használt rádióállomások állomások                                                                       |      |      | DP[0..2]              | Németország hívójelkörzetei               |
| Olaszország             | |      |      | IA, IR, IY            | Olaszország hívójelkörzetei               |
| Oroszország             | |      |      | RI1AN[A..Z]           | Oroszország hívójelkörzetei               |
| Oroszország             | RA[00..99]ANT |      |      |                       | Oroszország hívójelkörzetei               |
| Peru                    | |      |      | OA0                   | Peru hívójelkörzetei                      |
| Svédország              | |      |      | 7S8                   | Svédország hívójelkörzetei                |
| Egyesült Királyság      | Déli-Shetland-szigetek | 73   | 13   | VP8S                  | Az Egyesült Királyság hívójelkörzetei     |
| Egyesült Királyság      | Déli-Georgia és Déli-Sandwich-szigetek (Területi beosztás szerint Dél-Amerikához tartozik, jellegét tekintve sarkvidéki terület) | 73   | 13   | VP8[C,G]              | Az Egyesült Királyság hívójelkörzetei     |
| Új-Zéland               | Antarktiszi területek |      |      | ZL5                   | Új-Zéland hívójelkörzetei                 |
| Új-Zéland               | Ross-sziget | 71   | 30   | ZL5                   | Új-Zéland hívójelkörzetei                 |
| Ukrajna                 | |      |      | EM1                   | Ukrajna hívójelkörzetei                   |
| Uruguay                 | |      |      | CX0                   | Uruguay hívójelkörzetei                   |
| USA                     | Antarktisz, Bryd | 74   | 12   | KC4                   | Amerikai Egyesült Államok hívójelkörzetei |
| USA                     | Antarktisz, McMurdo kutatóállomás                                                                                                | 71   | 30   | KC4                   | Amerikai Egyesült Államok hívójelkörzetei |
| USA                     | Antarktisz, Palmer | 73   | 13   | KC4                   | Amerikai Egyesült Államok hívójelkörzetei |

### Világűr
| Közigazgatási egység      | Jelleg                                                  | Hívójel-prefix | Körzetek                                  |
| ------------------------- | ------------------------------------------------------- | -------------- | ----------------------------------------- |
| Franciaország             | műholdak                                                | FX             | Franciaország hívójelkörzetei             |
| Németország               | Műholdak, űrállomások személyzete                       | DP[0..2]       | Németország hívójelkörzetei               |
| Oroszország               | A MIR űrállomáson tartózkodók hívójelei                 | U[1..9]MIR     | Oroszország hívójelkörzetei               |
| Oroszország               | A Nemzetközi Űrállomás orosz személyzetének hívójele    | RS0ISS         | Oroszország hívójelkörzetei               |
| Amerikai Egyesült Államok | A Nemzetközi Űrállomás USA-beli személyzetének hívójele | NA1SS          | Amerikai Egyesült Államok hívójelkörzetei |

## Linkek
https://wiki.ivao.aero/en/home/training/documentation/National_Prefix_for_Callsigns